# Малишевская, Анна
А́нна Малише́вская (пол. Anna Maliszewska; род. 4 июля 1993, Зелёна-Гура) — польская пятиборка, выступающая за сборную Польши по современному пятиборью начиная с 2008 года. Чемпионка мира в женской командной дисциплине, победительница и призёрка первенств национального значения, участница летних Олимпийских игр в Рио-де-Жанейро.

## Биография
Анна Малишевская родилась 4 июля 1993 года в городе Зелёна-Гура Любушского воеводства. Первое время проходила подготовку клубе ZKS Drzonków, позже в тренировалась в Варшаве в команде UKS Żoliborz Warszawa. Окончила Варшавскую школу экономики.
Дебютировала на международной арене в сезоне 2008 года, когда вошла в состав польской национальной сборной и побывала на юношеском чемпионате Европы по современному пятиборью в Дублине, где заняла итоговое пятнадцатое место. Впоследствии неоднократно попадала в число призёров на юниорских международных турнирах, так, в 2009 году получила серебряную медаль в эстафете на европейском первенстве Португалии, в 2011 году повторила это достижение на аналогичных соревнованиях в Венгрии.
Представляла Польшу на летних юношеских Олимпийских играх в Сингапуре, имела здесь хорошие шансы на попадание в число призёров в женском личном зачёте — набрала 3956 очков и расположилась в итоговом протоколе соревнований на пятой строке. При этом в смешанной эстафете в паре с австралийцем Тоддом Ренфри разместилась на одиннадцатой позиции.
В 2013 году Малишевская дебютировала на этапах Кубка мира, с этого времени начала регулярно участвовать в соревнованиях взрослых спортсменов.
Первого серьёзного успеха на взрослом международном уровне добилась в сезоне 2015 года, когда одержала победу в женской командной дисциплине на чемпионате мира в Берлине — совместно с партнёршами Александрой Скаржинской и Октавией Новацкой.
На мировом первенстве 2016 года в Москве заняла в женской индивидуальной дисциплине 14 место. Благодаря череде удачных выступлений удостоилась права защищать честь страны на летних Олимпийских играх в Рио-де-Жанейро — набрала в современном пятиборье 1281 очко, что позволило ей занять итоговое 18 место.
После Олимпиады Малишевская осталась в основном составе польской национальной сборной и продолжила принимать участие в крупнейших международных соревнованиях. Так, в 2017 году она заняла 22 место на чемпионате Европы в Минске и 24 место на чемпионате мира в Каире.